# Ланац (машински елемент)
Ланац је у техници низ спојених челичних елемената којима се преноси снага, везује или вјеша терет итд. Ланац је чланковит. Састављен је од једнаких, међусобно повезаних слободно покретних карика. Зависно од конструкције може да издржи и различита оптерећења. Постоје ланци слободно покретни у свим правцима и ланци којима зглоб не омогућава слободу кретања у једном правцу.
- Чланкасти ланци састављени су од кованих карика округлог пресјека, које имају у свим правцима слободу кретања. Чланци имају потупно једнаке димензије и корак па се називају калибрирани ланци. За већа оптерећења (носивост) употребљавају се карике са пречкама.
- Зглобни ланци састављени су од два низа челичних плочица које су међусобно везане осовиницама а називају се и Галови ланци. Савитљиви су само у једном, уздужном, смјеру, а примјењују се на стројевима и уређајима гдје је потребан пренос снаге на већу удаљеност од оне која се успјешно рјешава зупчаницима. За пренос врло великих снага израђују се вишеструки-двоструки и троструки – зглобни ланци.

Постоје још жичани, кукасти, гугласти и сл. ланци који користе углавном као украсни осигурачи на арматурама итд.
Ланци се са стројем повезују преко посебне врсте чекрка; за чланкасте ланце чекрк је ужљебљен с гнијездом за карике, а за зглобне ланце назубљен. Обично се такви чекрци називају ланчаницима.

## Фигуративно значење
Моћ и значај ланца је вишезначна. Повезаност карика (алки) у непрекинутом чврстом низу симболизује повезаност јединки, јединство, снагу, заједништво. Али ланац такође, симболички и буквално, лишава и слобода.

## Врсте ланаца за ланчани пренос
Сваки је ланац низ међусобно покретно спојених делова - чланака. Постоји сразмерно велики број различитих чланака и због тога различите врсте ланаца. За пренос снаге прикладни су само такозвани погонски ланци, који се за разлику од осталих, попут теретних и вучних израђују врло прецизно. Теретни ланци служе за вешење и дизање, а вучни ланци за пренос (транспорт) терета. Први су важни делови преносила и дизала, а други превозних (транспортних) машина, као што су елеватори, конвејери (покретна трака), ескалатори. Међу овим ланцима најважнији су нормални, чланкасти, калибрисани и такозвани Галови зглобни ланци. Допустиве брзине кретања првих досежу до 1 m/s. Галови ланци се много употребљавају у пракси. Они се израђују за носивости до 30 тона и брзине кретања до 0,3 m/s. Спојнице (ламеле) су окретљиво смештене на сворњацима. Уска површина налегања спојнице на сворњак омогућава брзине само до 0,5 m/s. Израђују се и са више спојница за елеваторе и дизалице.

### Подела
Као погонски ланци употребљавају се, зависно од оптерећења и ободне брзине, разне врсте зглобних ланаца, док чланкасти ланци долазе у обзир само за дизање терета. Од зглобних ланаца најчешћи су:
- Ланци с челичним сворњацима (ДИН 654), рађени од темпер-лива, с кораком од 32 до 150 mm, за затезне силе од 1 500 до 12 000 Н. Употребљавају се код пољопривредних машина и транспортних уређаја;
- Растављиви зглобни ланци (ДИН 686) рађени од темпер-лива, с кораком од 22 до 148 mm, за затезне силе од 300 до 3 200 N. Ови ланци се употребљавају исто код пољопривредних машина и транспортних уређаја;
- 'Галов ланаћ (ДИН 8150 и 8151). Спојнице (ламеле) су окретљиво смештене на сворњацима. Уска површина налегања спојнице на сворњак омогућава брзине само до 0,5 /. Израђује се и са више спојница за лифтове и дизалице;
- Ваљкасти ланци (ДИН 8187) код којих су унутрашње спојнице утиснуте у чауре, окретно уметнуте на вијке. Вијци се утисну у спољне спојнице, а крајеви су расковани. Тиме се добија зглоб чаура/вијак (зглобна чаура). Такве зглобне чауре имају на себи још каљене ваљке. Ланци с ваљцима погодни су готово за све врсте погона, те се зато највиже и употребљавају. Неосетљиви су према спољним утицајима. Једноредни ваљкасти ланци називају се симплекс, дворедни дуплекс, а троредни триплекс. Могу се спајати тако да чине четвероредне, петоредне и вишередне ваљкасте ланце. У ДИН 8181 стандардизовани су ваљкасти ланци с дугим чланцима за велике размаке оса, а у ДИН 8188, дати су ваљкасти ланци у инчима (америчка изведба);
- Ланци с чауром (ДИН 73232) су у ствари ваљкасти ланци, али без спољних ваљака. Због тога су лакши од ланаца с ваљцима и мање подложни утицају центрифугалне силе,[3][4][5][6] тако да могу радити с већом брзином. Претежно се употребљавају за моторна возила. Због одржавања и трошења у прихватљивим границама, потребна им је тачна и брижљива обрада ланчаника. Осетљивији су према спољним утицајима (прашина и нечистоћа) од ваљкастих ланаца. У новијим конструкцијама се не употребљавају, већ се замењују ваљкастим ланцима;
- Ротари-ланци (ДИН 8182) имају закривљене спојнице, па се могу употребљавати с произвољним бројем чланака. Због закривљености спојница ови су ланци веома еластични, тако да могу примати боље ударна оптерећења;
- Зупчасти ланци (ДИН 8190) са спојницама у облику два троугласта зуба. Спољни носиви бокови зуба затварају међусобно угао од 60º. Због повећања отпорности на трошење, у спојницама се налазе каљене зглобне чауре. Да не би дошло до бочног помицања зупчастих ланаца, уграђују се додатно водеће, неназубљене спојнице (једна средња или две спољне), које захватају у прстенасте уторе ланчаника. Зупчасти ланци погодни су за врло велике брзине и раде готово бешумно (управљачки ланац код мотора с унутрашњим сагоревањем). Скупљи су од свих досад описаних ланаца. За највеће захтеве у погледу отпорности на трошење, израђују се зупчасти ланци с ваљним зглобовима (без клизног кретања у зглобу). У уљној купки могуће су брзине ланаца до 30 m/s.
- Специјални ланци (ланци с чауром према ДИН 8164) намењени су нарочито грубим спољним погонима. Транспортни ланци с чауром према ДИН 8165, 8166, 8184 и 8185 употребљавају се за транспортне траке, транспортне трасе, круже лифтове, лифтове с упорницом, покретне степенице и слично. Надаље, постоје вишеструки ланци с чауром према ДИН 8171 за транспортне уређаје, ланци за чланкасте конвејере ДИН 8175, ланци за ланчасте трасе ДИН 8176 и ланци за стружне конвејере ДИН 8177.

#### Погонски ланци
Погонски ланци, осим оних од темпер-лива, израђују се од челика за цементирање или челика за побољшање. Трошење у зглобовима ланца доводи до трајне деформације, која се стално повећава, а може да износи до 3%. С погонским ланцима могу се преносити велике снаге (до 3 750 ) уз сразмерно велике брзине кретања (понекад и до 40 ), бројеве окретаја до 5 000 окр/мин и високи ступањ деловања. Постоје два темељна облика ових ланаца, такозвани ваљкасти и зупчасти. Међутим, постоје и различите изведбе ових темељних облика, на пример ваљкасти ланци с чаурама. Осим ових у погонске ланце могу се још убројити и такозвани ланци са сворњацима и растављиви зглобни ланци.

#### Ваљкасти ланци
Три чланка једног једноставног ваљкастог ланца приказана су на слици. Од тих су леви и десни унутрашњи, а средњи је спољни чланак. Чланке ових ланаца чине наизменично унутрашње и спољне ламеле међусобно зглобно спојене сворњацима и дистанционим чаурама утиснутим у ламеле. Слободноокретљиви ваљци навучени на чауре омогућавају котрљање на боковима рубова ланчаника. Двоструки и троструки ланци из ове групе употребљавају се за преношење већих снага. Ваљкасти ланци употребљавају се за преношење снаге уз брзине око 5 m/s до највише 18 m/s.
Код ваљкастих ланаца су унутрашње спојнице притиснуте на чауре, окретљиво уложене на сворњаке. Сворњаци су утиснути у спољне спојнице, а крајеви расковани. Тиме се добија зглоб чаура-сворњак (зглобна чаура). Такве зглобне чауре имају на себи још каљене ваљке. Ланци с ваљцима погодни су готово за све врсте погона, те се зато највише и употребљавају. Неосетљиви су према спољним утицајима. Једноредни ваљкасти ланци називају се симплекс, дворедни дуплекс, а троредни триплекс. Могу се спајати тако да чине четвороредне, петоредне и вишередне ваљкасте ланце.

#### Ваљкасти ланци с чаурама
Ваљкасти ланци с чаурама или ланци с чаурама немају слободноокретљиве ваљке, али су им сворњаци и чауре нешто већег пречника него у одговарајућим им ваљкастим ланцима. Због тога код једнаког корака ваљци с чаурама подносе већа оптерећења. Међутим, из очевидних разлога њихов је шум у раду већи, а њихови чланци брже се троше, те се у већини случајева праксе предност даје ваљкастим ланцима.
Ланци с чаурама су у бити ваљкасти ланци, али без спољашњих ваљака. Због тога су лакши од ланаца с ваљцима и мање подложни утицају центрифугалне силе, тако да могу радити већом брзином. Претежно се употребљавају у градњи моторних возила. Због одржавања и трошења у прихватљивим границама потребна им је тачна и брижљива обрада ланчаника. Осетљивији су према спољним утицајима (нечистоћа и прашина) него ваљкасти ланци. У новим конструкцијама више се не употребљавају, већ се замењују ваљкастим ланцима.

#### Ротари ланци
Ротари ланци имају закривљене спојнице, те се могу употребљавати с произвољним бројем чланака. Због закривљености спојница ови су ланци веома еластични, тако да могу боље примати ударна оптерећења.

#### Зупчасти ланци
Зупчасти ланци се састоје од две врсте ламела међусобно спојених сворњацима, једне двозубне (у облику два троугласта зуба) и једне без зуба. Због повећања отпорности против трошења (хабања) у спојницама се налазе каљене зглобне чауре. Прве, од којих свака друга на истом сворњаку припада суседном чланку, служе за остварење захвата са зубима ланчаника, друге за одржавање кретања ланца у нормалној равнини и спречавање исклизавања с ланчаника (за вођење). Бокови профила зуба ламела преко којих се остварује захват равни су линије које се међусобно секу под углом од 60°. Одлика ових ламела јесте у томе што њихово излизавање нема утицаја на захват. За преношење већих снага употребљавају се зупчани ланци с већим бројем редова таквих ламела. Ламеле за вођење не морају се увек налазити у средини ланца (тада се говори о зупчаним ланцима с унутрашњим вођењем), већ и с његове обе спољне, бочне стране, кад се говори о зупчаним ланцима с спољним вођењем. Зглобни спојеви ових ланаца изводе се на различите начине. Већ клизни зглобни спојеви ових ланаца могу бити доста сложени. Осим тога, данас се израђују и зупчани ланци с ваљним зглобним спојевима; такви спојеви знатно ограничавају излизавање.
Конструкцијска дотераност зупчаних ланаца чини их најквалитетнијим ланцима за пренос снаге, упркос околности што има сразмерно велику тежину. Ови се ланци обично употребљавају при брзинама од 5 до 7 m/s, али је могуће и пуно више (у уљној купки могуће су брзине ланаца до 30 m/s). Предности зупчаних ланаца чине их исплативим упркос њихове, због скупе израде, високе цене.
Сворњаци, ваљци, чауре и ламеле погонских ваљака израђују се од легираних челика боље каквоће и затим цементирају, или кале до тврдоће  ≈ 50 - 65, већ према намени ланца.

#### Ланци са сворњацима
Ланци са челичним сворњацима имају чланке од темпер лива, а сворњаке од челика. Растављиви зглобни ланци су на слици. Обе ове врсте ланаца долазе у обзир за употребу као погонски ланци тамо где се ради о мање осетљивим, грубим погонима, испод брзине од 2 m/s (на пример у пољопривредним машинама и превозним уређајима). Корак им је од 32 до 150 mm за затезне силе од 1 500 до 12 000 .

#### Растављиви зглобни ланци
Растављиви зглобни ланци рађени су од темпер лива с кораком од 22 до 148 mm за вучне силе од 300 до 3 200 N. Ови се ланци такође употребљавају у пољопривредним машинама и превозним уређајима.